# Knochenporzellan

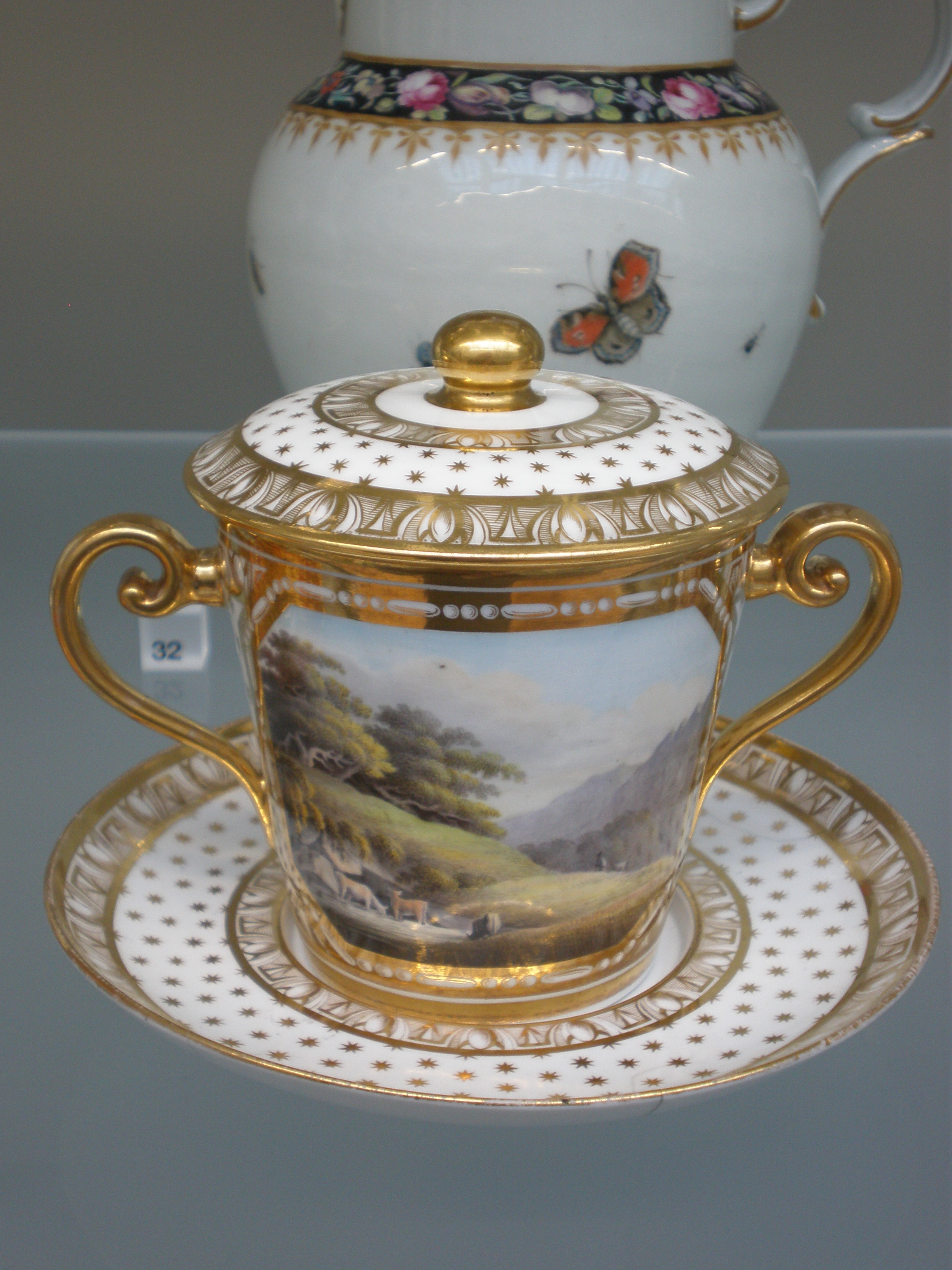
Staffordshire Bone China Schokoladentasse mit Deckel, in Emaile-Golddekor, ca.1815–20 (Victoria and Albert Museum)

Knochenporzellan (englisch bone china) ist ein Weichporzellan mit sehr hoher Kantenschlagfestigkeit. Sehr weiß und durchscheinend, gilt es als das beste und edelste Porzellan.
| Klasse: Sinterzeug | Unterklasse: Porzellan | Gruppe: Weichporzellan | Untergruppe: Knochenporzellan (bone china) auch Feines Knochenporzellan (fine bone china) |

Ausgangspunkt für die Entwicklung von Knochenporzellan war das Frittenporzellan, „soft paste“ genannt. Man ersetzte Bestandteile der Fritte durch andere Beimischungen, darunter Knochenasche.
Zusätzlich zu Kaolin, Feldspat und Quarzsand enthält Knochenporzellan nun einen bis zu 50-prozentigen Anteil verglühter Knochenasche, deren hoher Anteil an Calciumoxid und Calciumphosphat dem Porzellan seine besondere Transparenz verleiht.
1748 meldete Thomas Frye, künstlerischer und technischer Direktor der Bow porcelain factory (Ost-London, Stratford le Bow), ein entsprechendes Patent an. Josiah Spode entwickelte das Verfahren in seiner Fabrik in Stoke-on-Trent zwischen 1789 und 1793 zu Feinem Knochenporzellan weiter.
Eine Besonderheit des Knochenporzellans ist auch die Brennfolge. So liegt die Temperatur beim Schrühbrand mit  1280 °C höher als bei dem nachfolgenden Glasur- oder Glattbrand mit 1080 °C.